# Down on the Upside
Down on the Upside è il quinto album del gruppo statunitense dei Soundgarden, pubblicato nel 1996 dalla A&M Records.

## Descrizione
La band di Seattle propone un album che si assesta come continuazione del precedente Superunknown, alimentando però la voce di Chris Cornell con sonorità decisamente più acide e riflessive. La chitarra di Kim Thayil raggiunge livelli di complessità alienanti, mentre Matt Cameron propone uno stile innovativo, che alterna momenti molto pesanti a momenti tecnici in cui fa uso di cambi di tempo e controtempi.
Tra i pezzi più apprezzati di questo album si ricordano Blow Up the Outside World, Burden in My Hand e Pretty Noose, ma anche tra le meno note Tighter & Tighter, Overfloater e Zero Chance.

## Tracce
Testi e musiche di Chris Cornell, eccetto dove indicatto
1. Pretty Noose – 4:12
2. Rhinosaur – 3:14 (musica: Matt Cameron)
3. Zero Chance – 4:18
4. Dusty – 4:34
5. Ty Cobb – 3:05 (musica: Ben Shepherd)
6. Blow Up the Outside World – 5:47
7. Burden in My Hand – 4:50
8. Never Named – 2:28
9. Applebite – 5:10
10. Never the Machine Forever – 3:36 (Kim Thayil)
11. Tighter & Tighter – 6:06
12. No Attention – 4:27
13. Switch Opens – 3:53 (musica: Ben Shepherd)
14. Overfloater – 5:09
15. An Unkind – 2:08 (Ben Shepherd)
16. Boot Camp – 2:59

## Formazione

### Gruppo
- Chris Cornell - voce, chitarra; mandolino e mandola (traccia 5), pianoforte e Fender Rhodes (traccia 14)
- Kim Thayil - chitarra
- Ben Shepherd - basso, cori; mandolino e mandola (traccia 5), chitarra aggiuntiva (traccia 15)
- Matt Cameron - batteria, percussioni, cori; moog (traccia 9)

### Altri musicisti
- Adam Kasper - pianoforte (traccia 9)